# Labordeboy
Labordeboy es una localidad del departamento General López, provincia de Santa Fe, Argentina.
Dista 300 km de la ciudad de Santa Fe y a 130 km de la ciudad de Rosario. Se ubica 15 km al norte de la Ruta Nacional 8, a 40 km de Colón (Buenos Aires), a 80 km de Venado Tuerto y a 90 km de Pergamino.

## Población
Cuenta con 1 011 habitantes (Indec, 2010), lo que representa un descenso frente a los 1 091 habitantes (Indec, 2001) del censo anterior. Estas cifras incluyen al barrio Villa Estela y la zona rural
| Gráfica de evolución demográfica de Labordeboy entre 1991 y 2010 |
|                                                                  |
| Fuente: Censos nacionales del INDEC                              |

## Historia
Los primeros habitantes de la zona fueron los aborígenes pampas y querandíes, que luego fueron desplazados por los araucanos o puelches.
Para hablar de Labordeboy, vamos a decir que las primeras manifestaciones de ocupación de estas tierras se remontan al año 1897, cuando se construyen en la región pampeana los ferrocarriles, en nuestro caso denominado Ferrocarril Central Argentino, línea de Pergamino a San Urbano, habilitada al servicio público el 31 de diciembre de 1897; y es a raíz de ellos que surgen en sus adyacencias los primeros asentamientos poblacionales, detrás de la estación del ferrocarril, lo que es ahora la zona Villa Estela, de la cual tenemos conocimiento por personas del lugar que es la familia de Doña Estela Olivera, dueña de varias hectáreas de campo la que dona los mismos.
En el año 1913, Don León Labordeboy, inmigrante francés y dueño de casi 3 500 ha de campo, oriundo de Agnos (Pirineos Atlánticos), casado con Lorenza Megendie; padres de Delia Teresa Josefa, María Leoni, María Julia, María Aideé y Juana María Luisa (las cuales dan nombre a la Avda. Cinco Hermanas); a sugerencia de su administrador general Juan Pedro Lapuyade decide fundar un pueblo en parte de sus tierras para otorgar residencia permanente a sus arrendatarios. A tal fin designa apoderado a Lapuyade, el que hace elaborar un plano y acuerda la donación de parte de sus tierras, y envía la siguiente nota solicitando la aprobación del trazado del pueblo:
Luego de varias modificaciones al plano presentado, es aprobado la traza y con resolución de fecha 17 de marzo de 1914 (fecha de aniversario de la localidad), mediante la siguiente resolución:
Al principio, la administración comunal dependía de la Comisión de Fomento de la Localidad de Carreras. Luego, mediante el Decreto F. N.º 170 con fecha 6 de agosto de 1928, es creada la Comisión de Fomento de Labordeboy, que comienza a funcionar su secretaría en la casa del Sr. José Cabalen, siendo su primer secretario Bernando Fernández.

## Presidentes Comunales
- Juan José Marone 09-09-1928 al 02-01-1930
- Santiago Lasalle 06-01-1930 al 05-10-1931
- José Cabalén 20-10-1931 al 29-02-1932
- Juan José Marone 03-03-1932 al 03-06-1934
- Agustín Bela 29-06-1934 al 19-10-1936
- Juan B. Capdebarte 29-10-1936 al 02-05-1938
- José Cabalén 05-05-1938 al 31-12-1939
- Agustín Bela 02-01-1940 al 10-09-1943
- Antonio Romegialli 15-04-1944 al 10-03-1948
- Pedro Rosa 11-03-1948 al 27-07-1953
- Segundo Rebichini 08-08-1953 al 13-02-1955
- Pedro Rosa 08-03-1955 al 04-04-1955
- Pedro Barbieratti 05-04-1955 al 27-12-1955
- Damaso Carnero 27-12-1955 al 30-04-1958
- Roberto Salcedo 01-05-1958 al 18-09-1958
- Florindo Bela 24-09-1958 al 30-04-1960
- Alilio Eydallin 01-05-1960 al 26-06-1963
- José Bernabei 28-06-1963 al 11-10-1963
- Pedro Rosa 12-10-1963 al 23-03-1971
- María Morgado de Mihoevich 24-03-1971 al 23-06-1971
- Francisco Charrera (pdre) 24-06-1971 al 24-05-1973
- Eleazar Pedro Rubio 25-05-1973 al 11-03-1976
- María Morgado de Mihoevich 26-03-1976 al 13-08-1976
- Enrique Romegialli14-08-1976 al 10-12-1983
- Eleazar Pedro Rubio 14-08-1983 al 10-12-1985
- Francisco Charrera (h) 11-12-1985 al 10-12-1999
- Carlos Sampietro 11-12-1999 al 9-12-2007
- Andrea Oberti 10-12-2007 al 9-12-2015
- Bruno Iommi Cilea 10-12-2015 hasta la actualidad

## Instituciones
- Biblioteca popular Leopoldo Lugones
- Escuela provincial 549 Domingo Faustino Sarmiento
- Escuela de Educación Técnica de Modalidad Agraria N.º 358
- Instituto de danza y folklore El Cimarrón
- Asociación Bomberos Voluntarios Labordeboy
- Club Atlético Labordeboy CAL
- Club Juventud Unida

## Parroquia de Nuestra Señora de Lourdes
Dado que los oficios religiosos se realizaban en los locales escolares de la escuela provincial N.º 549 y nacional N.º 78, o en salones habilitados para tal fin: uno propiedad de Don Manuel Romera, y de Don Juan Píccolo otro; se resuelve en agosto de 1944 elegir una comisión que tendría a su cargo la construcción del Templo. Resultan electos las siguientes personas:
El sacerdote encargado de celebrar las misas y demás oficios, era el Cura Párroco con asiento en Melincué, Pbro. José V. Uleyar.
La enseñanza de Catecismo se inició con la señora María J.R. de Cilea (Directora Escuela Nacional N.º 78), y la docente Doña Dora Levi. 
Posteriormente y por muchos años fue la Sra. Telma Robledo de Sampietro; y desde el año 1960, la Sra. Ilda Gasparini de Fiordelmondo.
El terreno para la construcción de la parroquia fue donado por el Fundador del Pueblo, Don León de Labordeboy, al efectuarse la traza del pueblo.
La Piedra Fundamental fue colocada en fecha 22 de septiembre de 1947 con la Bendición del Obispo Mons. Silvino Martínez. Y se inaugura en el año 1953.Por votación efectuada entre la feligresía, resulta elegida como Patrona del Pueblo, la "Santísima Virgen de Lourdes"; siendo por madrinas por mandato las señoras: Delia Labordeboy de Aries, María Labordeboy de Rigoulet y Josefa Teresa Labordeboy de Aries.
Uno de los Párrocos que desarrolló una amplia actividad en la faz espiritual y de empuje, fue el Pbro. Alberto Gonzalo que se ganó el afecto y simpatía no solo del de feligreses sino de toda la comunidad. A él lo siguieron otros sacerdotes como: P. Riganelli, P. Censi, P. César Sgroy, P. Miguel Piñeyro, P. Juan Pignolini, P. Libio Chiviló, entre otros.
Entre los primeros en la concreción de la obra del Templo, podemos mencionar a los señores Miguel Charrera (H), Fordinando Acerbi, alilyo Eydallin, J. Sampietro.
A posteriori, se construyó el galpón tinglado, con estructuras de hormigón y techo parabólico, a los que se le fueron agregando baños, vestuarios, bufé, piso de cemento, parrilla, etc.
En el año 1986, estando como presidente de la Comisión parroquial Francisco Luis Charrera y el sacerdote Juan Pignolini, se construyó con aportes de vecinos, Obispado y Comuna Local, la casa parroquial, la que fue inaugurada en el año 1989. En ese mismo año llegó el actual párroco Pbro. Miguel García

## Deportes
- Club Atlético Labordeboy
- Club Atlético Juventud Unida

## Parroquias de la Iglesia católica en Labordeboy
| Diócesis  | Venado Tuerto             |
| --------- | ------------------------- |
| Parroquia | Nuestra Señora de Lourdes |